# Gelita

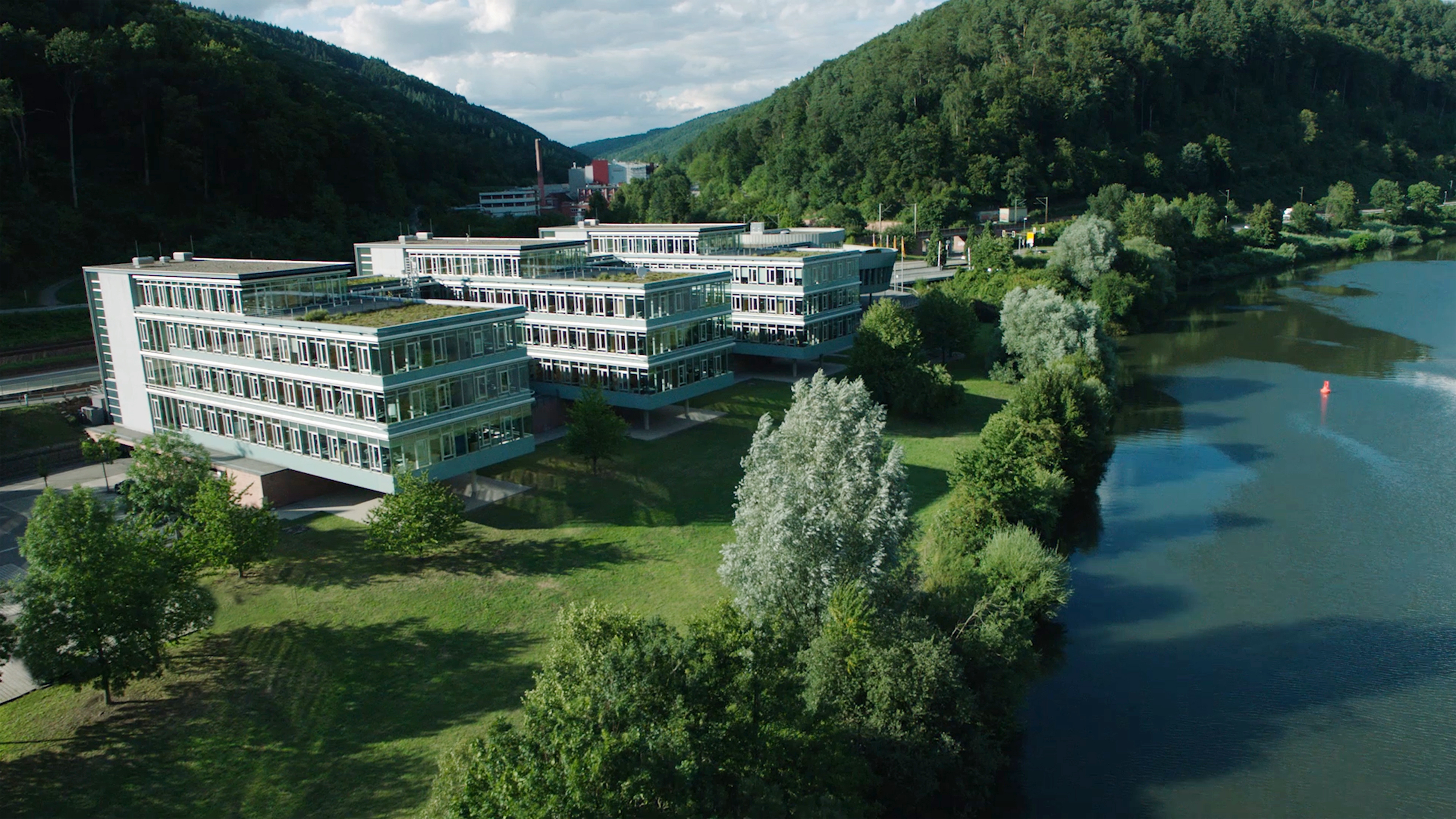
Gelita-Zentrale in Eberbach (2019)

Die Gelita AG mit Sitz in Eberbach ist einer der Weltmarktführer in der Gelatineproduktion. Die nicht börsennotierte Aktiengesellschaft befindet sich in Familienbesitz. 

## Geschichte
Die Gründung der heutigen Gelita AG geht auf das Jahr 1875 zurück, als eine Gelatinefabrik in Schweinfurt gegründet wurde. Diese fusionierte 1888 mit der von Heinrich und Paul Koepff in Göppingen gegründeten Gelatinefabrik zu Deutsche Gelatine-Fabriken AG Göppingen und Schweinfurt (kurz DGF AG). 1888 entstand unabhängig in Heidelberg-Ziegelhausen durch Heinrich Stoess eine weitere Gelatinefabrik. Diese stellte vor allem Emulsions-Gelatine zur Beschichtung von Bildträgern her und erhielt bereits auf der Weltausstellung in Chicago 1905 einen „highest award“. 1929 wurden aus Kapazitätsgründen Firmensitz und Produktionsstätte unter der Firma Chemische Werke Stoess & Co. GmbH nach Eberbach verlegt, wo Stoess bereits 1921 die zum Eastman-Kodak-Konzern gehörigen Chemischen Werke Odin gegründet hatte. 
In beiden Gelatine-Fabriken wirkte bis März 1932 an leitender Stelle Stoess' Verwandter Wilhelm Keppler, unter dessen Einfluss die Chemischen Werke Stoess eng mit der in Eberbach besonders stark vertretenen NSDAP verbunden waren. Keppler schied 1932, auch auf Verlangen der Eastman Kodak Company, die seine NS-Propaganda nicht dulden wollte, als Direktor der Odin-Werke aus und musste zum selben Zeitpunkt die Entlassung als Geschäftsführer der Stoess-Werke durch Walter Stoess hinnehmen.
Mit der Machtergreifung hatten die Nationalsozialisten strenge Gesetze zur Regelung des Wirtschaftslebens eingeführt. 1936 verkaufte Keppler seine Beteiligungen an den Stoess-Werken und den Odin-Werken an die Familie Stoess. 1937 wurde die DGF wegen Verstößen gegen die Außenhandelsbestimmungen angeklagt und führende Mitarbeiter verhaftet. Stoess dagegen hatte seine Beziehungen zu Eastman Kodak in den Vereinigten Staaten wieder aufgenommen und brachte große Mengen dringend benötigter Devisen nach Deutschland. Die Chemischen Werke Odin, die zu 50 Prozent im Besitz der Eastman Kodak Ltd., London waren, wurden bei Kriegsausbruch als Feindvermögen beschlagnahmt und stillgelegt. Die Chemischen Werke Stoess versuchten, unter der Marke „Trittfest“ eine Imprägnierung für Soldatenstiefel zu lancieren. Ein Teil des unausgelasteten Werks wurde für Daimler-Benz beschlagnahmt; dort fertigten im Jahre 1944 Zwangsarbeiter, damals 20 Prozent der Belegschaft Antriebsräder für Panzerwagen. Dem amerikanischen Vortrupp, der Eberbach am 31. März 1945 einnahm, war das Gelatinewerk als Zentrale der NSDAP bekannt: der Sohn und Nachfolger des Gründers, Walter Stoess, war einfaches Parteimitglied, ein Prokurist des Unternehmens war kommissarischer Bürgermeister, ein anderer zeitweilig Führer der örtlichen Parteiorganisation. Das Unternehmen wurde unter „property control“ gestellt und dem Inhaber erst nach dessen Entnazifizierung zurückgegeben. Die von Walter Stoess, der von den Amerikanern 1948 von Kriegsverbrechen freigesprochen wurde, bereits 1944 geplante Verbindung mit den DGF wurde nun erst verwirklicht.
1972 erfolgte schließlich die Fusion zu Deutsche Gelatine-Fabriken Stoess & Co. GmbH in Eberbach. 1989 wurde die unter Geschäftsführung des Diplom-Ingenieurs Urs W. Nedbal (* 1938) stehende GmbH in eine Aktiengesellschaft umgewandelt. Die vinkulierten Aktien gehören ausschließlich den Erben der Gründer der Vorläufer-Unternehmen. 2005 erhielt das Unternehmen, das mehrere Zweigwerke in Deutschland, in anderen europäischen Ländern und in Südamerika unterhält, seinen heutigen Namen „Gelita AG“.

## Produkte
Als Marktführer der Gelatineproduktion liefern sie Produkte für die Pharmabranche, Lebensmittelindustrie sowie für die Foto- und Technikindustrie. Rund 80.000 Tonnen Gelatine werden jährlich an mehr als 21 Produktionsstätten weltweit (was 27 % Marktanteil entspricht) produziert.

### Kollagenpeptide
Für die Verwendung in Nahrungsergänzungsmitteln für die Gesundheit der Gelenke, Knochen, Muskeln, Sehnen und Bänder sowie Schönheit. Produktbeispiele sind Lebensmittel, Getränke, Riegel, Tabletten, Pulver und Fruchtgummis.

### Fette, Mineralien und Proteine
Werden bei der Herstellung von kollagenen Proteinen produziert. Die Hauptanwendungsgebiete für Fette, Mineralien und Proteine sind Lebensmittel und Tiernahrung. Fette dienen beispielsweise als Energiequelle, Proteine können die Textur und damit den Genuss und Verdaulichkeit von Nahrungs- und Futtermitteln verbessern. Weitere Anwendungsbereiche liegen im technischen Bereich, wie zum Beispiel Biokraftstoffen, Reinigungsmitteln, Schmierstoffen für Maschinen oder Rostschutzmitteln. Mineralien sind beispielsweise eine geeignete Phosphat-Quelle für Düngemittel.

### Hämostatika
Blutstillende Medizinprodukte aus pharmazeutischer Gelatine für chirurgische Eingriffe. Sie werden beispielsweise bei Operationen verwendet, um Blutungen aus verletzten Blutgefäßen zu stoppen oder zu vermindern.
Aufgrund des biokompatiblen Rohstoffes können die Schwämme im Körper verbleiben und werden vom Körper durch Aminosäuren resorbiert. Ein weiterer Eingriff zur Entfernung ist daher nicht notwendig.

## Anwendungen
Die Produkte des Unternehmens finden Anwendung in Lebensmittel, Gesundheit und Ernährung, pharmazeutische Industrien und technische Anwendungen. U. a. bei der Produktion von Gummibärchen, Zündhölzern, Sülzen und Aspikprodukten in der Fleischerei, Hart- und Weichkapseln in der Medizin, der Fotografie oder bei der Restaurierung von Büchern.
| In Prozent | Anwendung       |
| ---------- | --------------- |
| 55 %       | Lebensmittel    |
| 29 %       | Pharmazie       |
| 14 %       | Kollagenpeptide |
| 2 %        | Sonstige        |

## Unternehmensorganisation
Die Gelita AG ist als Holding strukturiert und wird vom Hauptsitz in Eberbach gesteuert.

### Produktionsstätten

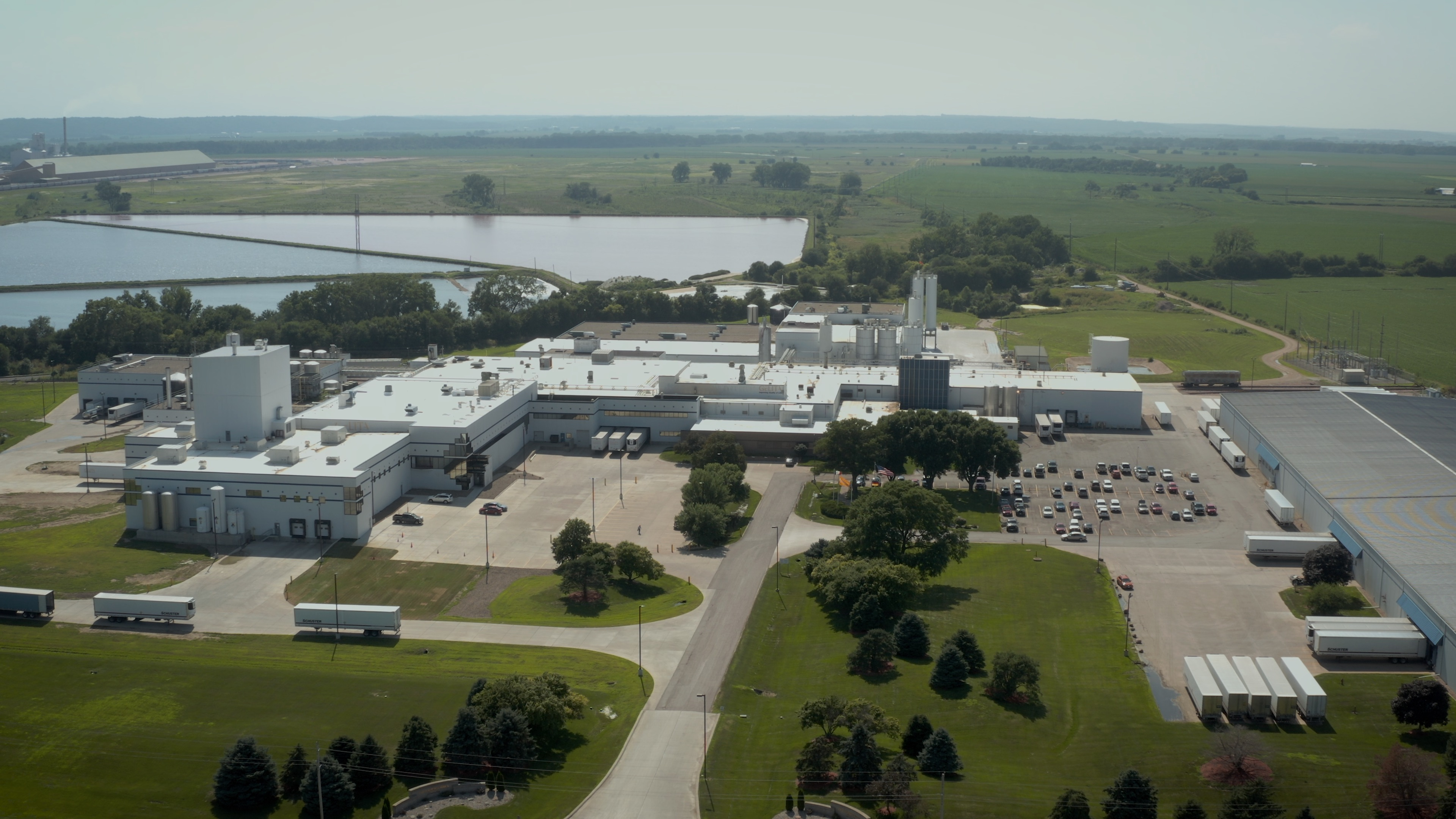
Das Gelita Werk in Sergeant Bluff ist die größte Gelatinefabrik der Welt.

- West Krugersdorp, Südafrika, Rinderhaut
- Liaoyuan, China, Knochen
- Pingyang, China, Rinder- und Schweinehaut
- Eberbach, (HQ), Deutschland, Rinderhaut, Knochen
- Göppingen, Deutschland, Schweinehaut
- Memmingen, Deutschland, Vorbereitung von Rinderknochen
- Minden, Deutschland, Schweinehaut
- Klippan, Scania, Schweden, Schweinehaut
- Ter Apelkanaal, Niederlande, Schweinehaut
- Ter Apelkanaal, Niederlande, Funktionale Proteine (Joint Venture)
- Sergeant Bluff, Iowa, USA, Schweinehaut
- Sergeant Bluff, Iowa, USA, Rinderhaut
- Sergeant Bluff, Iowa, USA, Kollagenpeptide
- Calumet City, Illinois, USA, Schweinehaut
- Municipio Lerma, Mexiko
- Leon, Mexico Pilsac, (Joint Venture)
- S. P. Mococa, Brasilien, Rinderhaut
- Cotia, Brasil, Mahlen/Mischen
- Maringá, Brasil, Rinderhaut
- Beaudesert, Australien, Rinderhaut
- Christchurch, Neuseeland

### Niederlassungen
- Holmes Chapel, Vereinigtes Königreich
- Shanghai, China
- Bangkok, Thailand
- Tokyo, Japan

### Tochterunternehmen
- Gelita Deutschland GmbH, Eberbach
- ATRO ProVita GmbH, Eberbach
- Gelita Health GmbH, Eberbach
- Gelita Medical GmbH, Eberbach

## Auszeichnungen
- German Innovation Award. Excellence in Business to Business – Pharmaceuticals, German Innovation Award, Fortibone, Winner 2019[20]
- Natura Ingredience Awards. Ingredient of the Year: Healthy Ageing – Fortibone, GELITA, Winner 2018[21]
- Life PR Award: German Innovation Award in gold for innovative detergent additive Novotec CB800, 2018[22]
- Nutraceuticals World: Top 100 Innovative Companies in Germany, Category "Innovative Processes”[23]
- Siebter Cannes Corporate Media & TV Awards 2016: Four Dolphins for the company Video “You can see”. Gold in der Kategorie Corporate Videos und Silver in der Kategorie Marketing Filme[24]
- German Brand Award for successful brand management in the category "Industry Excellence in Branding", 2016[25]
- "Intermedia-globe Award" in gold, World Media Festival, 2016[26]
- Frost & Sullivan Award, “European Health Ingredient of the Year” – 2008 New Hope, “GELITA Wins Frost & Sullivan Award European Health Ingredient of the Year 2008”[27]

## Wissenschaftliche Publikationen
- Cristiana Paul, Suzane Leser, Steffen Oesser: Peptides Can Be Incorporated in the Diet While Maintaining Indispensable Amino Acid Balance. In: Nutriens. 15. Mai 2019.
- Stephan F. E. Praet, Craig R. Purdam, Marijke Welvaert, Nicole Vlahovich, Gregg Lovell, Louise M. Burke, Jamie E. Gaida, Silvia Manzanero, David Hughes, Gordon Waddington: Oral Supplementation of Specific Collagen Peptides Combined with Calf-Strengthening Exercises Enhances Function and Reduces Pain in Achilles Tendinopathy Patients. Januar 2019.
- Patrick Dressler, Dominic Gehring, Denise Zdzieblik, Steffen Oesser, Albert Gollhofer, Daniel König: Improvement of Functional Ankle Properties Following Supplementation with Specific Collagen Peptides in Athletes with Chronic Ankle Instability. In: Journal of Sports Science and Medicine. Juni 2018. PMC 5950747 (freier Volltext)
- H. C. Knefeli, M. Mueller-Autz: Improved bone healing after oral application of specific bioactive collagen peptides. In: Nutrafoods, 2018.
- Daniel König, Steffen Oesser, Stephan Scharla, Denise Zdzieblik, Albert Gollhofer: Specific Collagen Peptides Improve Bone Mineral Density and Bone Markers in Postmenopausal Women. In: Nutriens. 2018.
- Fábio Krebs Gonçalves: Impact of collagen hydrolysate in middle-aged athletes with knee and ankle osteochondral lesions: A case series. In: Edorium Journals. August 2017.
- Dhinu J. Jayaseelan, Michael Kecman, Daniel Alcorn, Josiah D. Sault: Manual therapy and eccentric exercise in the management of Achilles tendinopathy. In: Journal of Manual & Manipulative Therapy. Mai 2017. PMC 5430449 (freier Volltext)
- Doris Hexsel, Vivian Zague, Michael Schunck, Carolina Siega, Fernanda O. Camozzato, Steffen Oesser: Oral supplementation with specific bioactive collagen peptides improves nail growth and reduces symptoms of brittle nails. In: Journal of Cosmetic Dermatology. 16, 2017, S. 520, doi:10.1111/jocd.12393.
- D. Zdzieblik, S. Oesser, P. Dressler, A. Gollhofer, D. König: Effect of specific collagen peptides with various dosages on body composition in untrained men. In: Proceedings of the Nutrition Society. Juli 2017.
- Timothy McAlindon, Eckart Bartnik, Janina S. Ried, Lenore Teichert, Matthias Herrmann, Klaus Flechsenhar: Determination of serum biomarkers in osteoarthritis patients: a previous interventional imaging study revisited. In: Journal of biomedical research. Januar 2017. PMC 5274509 (freier Volltext)
- Denise Zdzieblik, Steffen Oesser, Albert Gollhofer, Daniel Koenig: Improvement of Knee Joint Discomfort in young athletes. In: Journal of Sports Science and Medicine. Januar 2017. PMC 5950747 (freier Volltext)
- Michael Schunck, Vivian Zague, Steffen Oesser, Ehrhardt Proksch: Dietary Supplementation with Specific Collagen Peptides Has a Body Mass Index-Dependent Beneficial Effect on Cellulite Morphology. In:  Applied Physiology, Nutrition, and Metabolism. Dezember 2015. PMC 5950747 (freier Volltext)
- E. Proksch, M. Schunck , V. Zague , D. Segger, J. Degwert , S. Oesser: Oral intake of specific bioactive collagen peptides reduces skin wrinkles and increases dermal matrix synthesis. In: Skin Pharmacology and Physiology. Dezember 2013. PMID 24401291.
- E. Proksch, D. Segger, J. Degwert, M. Schunck, V. Zague, S. Oesser: Oral Supplementation of Specific Collagen Peptides Has Beneficial Effects on Human Skin Physiology: A Double-Blind, Placebo-Controlled Study. In: Skin Pharmacology and Physiology. August 2013.